# Underground Volym 1 - Renoverat paradis
Underground Volym 1 - Renoverat paradis är ett album från 2007 av Anders F Rönnblom.

## Låtlista
1. Håll in din häst Sophie
2. Vildhonung
3. Mamma kom som en ängel
4. Ramlösaland
5. Underground
6. Femton fina livsminuter
7. En örn över South Dakota
8. Thank You Buffalo Springfield
9. Angelina
10. Gunghäst gunghäst
11. Bergsmassiv efter bergsmassiv
12. Hedersman
13. Långa vägen hem
14. Välkommen till verkligheten (Bonuslåt, Smakprov från Underground Vol.2)